# Сергеев, Виталий Прокопьевич
Виталий Прокопьевич Сергеев (1931 — 4 августа 2020) — советский, киргизский врач. Народный врач СССР (1991).

## Биография
Родился в 1931 году в Таджикистане, на границе с Афганистаном.
Его родители попали туда по распределению из России. Жили в глинобитной кибитке с плоской глиняной крышей. В связи с рождением ребёнка местная власть выдала родителям 15 литров керосина. Этот факт был зафиксирован в справке о рождении.
В 1935 году семья переехала во Фрунзе — столицу Киргизии, где он окончил школу и Киргизский медицинский институт. Во время учёбы занимался гимнастикой. Кандидат в мастера спорта — был чемпионом города и республики. В составе сборной Киргизии неоднократно участвовал во всесоюзных соревнованиях. После окончания института в 1955 году вместе с женой, тоже врачом, начал работу сельским хирургом на юге Киргизии в райцентре Узген с преобладающим в то время узбекским населением.
Вскоре стал главным врачом Узгенской районной больницы, а с 1964 года — главным врачом Ошской областной больницы. В 1970 году по его инициативе было принято решение построить в Оше многопрофильную больницу. Через несколько лет больница на 800 коек приняла пациентов.
За тридцать лет работы главным врачом при его активном и непосредственном участии прошли подготовку и повысили свои знания 1300 врачей и 21 тысяча средних медработников, врачами областной больницы защищены 9 диссертаций.
С 1994 года жил в посёлке Мстихино, в окрестностях Калуги. Работал в местном Домостроительном комбинате заместителем директора.
Активно занимался общественной работой. Был председателем домового совета и заместителем председателя ТОЗ.

## Звания и награды
- Заслуженный врач Киргизской ССР
- Народный врач СССР (1991)
- Орден Ленина
- Орден Трудового Красного Знамени
- Кандидат медицинских наук
- Доцент[2]
- На здании областной больницы в его честь установлена мемориальная доска
- Почётный гражданин города Ош